# Можжевельник прибрежный
Можжеве́льник прибре́жный, или Можжевельник ску́ченный (лат. Juníperus conférta), — вид растений рода Можжевельник семейства Кипарисовые.
В настоящее время этот вид считается синонимом Juniperus rigida var. conferta (Parl.) Patschke (1913).
Вид внесён в Красную книгу России.

## Распространение
В естественных условиях растёт на Сахалине и в Японии. Встречается на побережье, на рыхлых песках образует плотные заросли.

## Ботаническое описание
Стелющийся, ползучий кустарник, как правило, до 2 м в высоту. Ветви красно-коричневые, концы веточек прямые. Шишки округлые, 8—12 мм толщиной, темно-голубые. Хвоя серо-зеленая 10—15 мм длиной, 1 мм шириной, с колющимися концами. Плоды 6—12 мм в диаметре, темно-синие, густо-сизые, с тремя трехгранно-овальными семенами. Растет куртинами на песчаных наносах морского побережья.

## В культуре

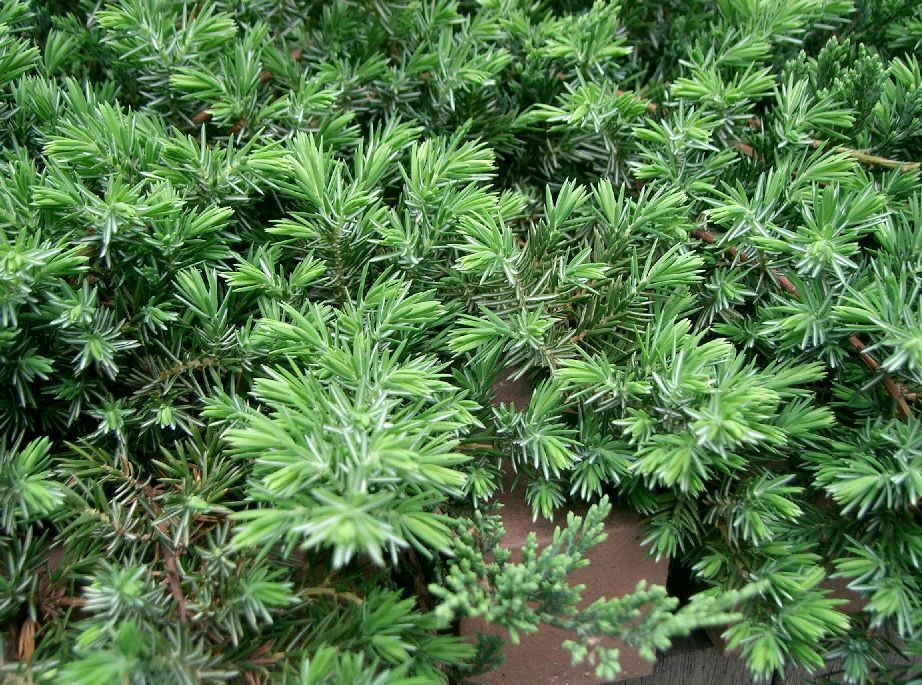
'Blue Pacific'

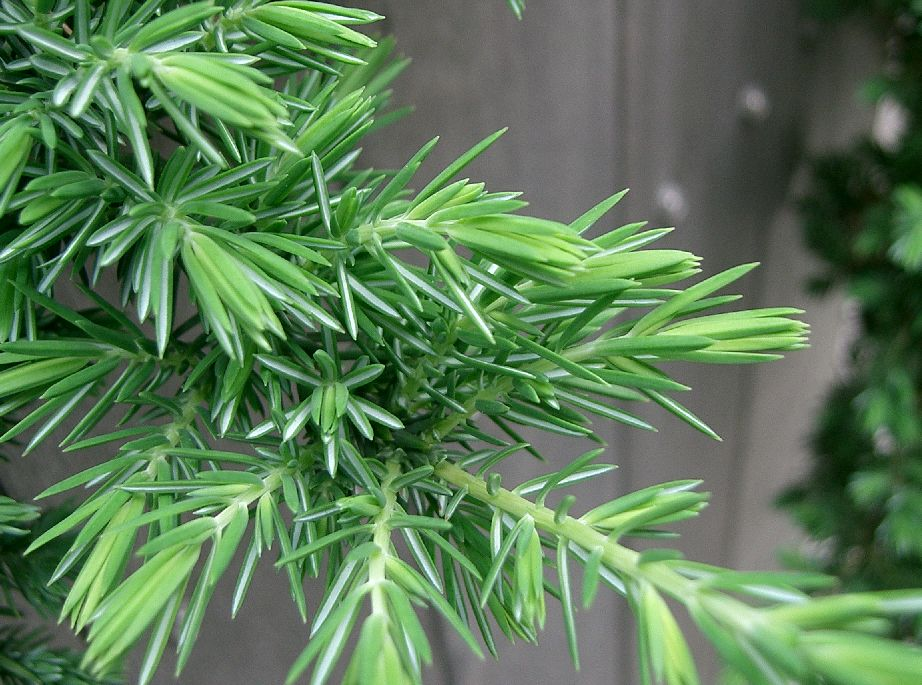
'Blue Pacific'

Введён в культуру в 1915 г. Считается трудным для выращивания видом. На Северо-Западе России представляет интерес, как коллекционное растение. Светолюбив, засухоустойчив, солеустойчив. Рекомендуется сажать на бедных гумусом песчаных почвах. В природе зимует под защитой высокого снежного покрова. Плохо переносит пересадку. Используется для альпинариев и небольших садов. Образует густой, колючий и яркий светло-зелёный ковёр, эффектно смотрящийся на фоне голубоватых, серых и тёмно-зелёных хвойных растений. Особо декоративны женские экземпляры. В Северной Америке рекомендуется для закрепления песков.

## Сорта
- 'Blue Lagoon'. В 1976 году доктор Джон Л. Крич и садовод Сильвестр Г. обнаружили это растение в одном из дендрариев Японии (Сайтама-Кен). Черенки этого растения были привезены в Национальный дендрарий США. После девяти лет оценки в коллекции дендрария, сорту было присвоено имя 'Blue Lagoon'. Выпущен в продажу в 1992 году. Почвопокровная, мужская, стелющаяся форма. Высота около 15 см. Ежегодный прирост 15—25 см. Летний цвет хвои голубовато-зелёный, зимой со сливовым оттенком. Зоны морозостойкости: 6—8[8][9].
- 'Blue Pacific' ('Blue Shore'), синоним Juniperus conferta 'Torulosa'. Почвопокровная, стелющаяся форма. Высота около 30 см, ширина около 200 см. Хвоя шиловидная, сине-зелёная, колючая. Засухоустойчив. Зоны морозостойкости: 5—9[9][10].
- 'Compacta'.
- 'Emerald Sea'. Япония (Хонсю). Почвопокровная, стелющаяся форма. Высота около 30 см, ширина около 350 см. Хвоя зелёная[9][11].
- 'Emerald Ruffles'. Почвопокровная, стелющаяся форма. Высота около 30—40 см, ширина около 250 см. Хвоя шиловидная, ярко-зелёная[9][12].
- 'Horrid Mat'. Почвопокровная, стелющаяся форма. Высота около 30—40 см, ширина около 250 см. Хвоя шиловидная[9][13].
- 'Iron Age'™ синоним 'Irozam'[9].
- 'Irozam' (syn.: 'Iron Age'™)[9]
- 'Schlager'. Иногда реализуется под названием Juniperus communis 'Schlager'. Почвопокровная, стелющаяся форма. Высота около 30—40 см, ширина около 250 см. Хвоя шиловидная, зелёная. На внутренней стороне листа широкая серебристая полоска[9].
- 'Silver Mist'. Высота около 30—40 см, ширина около 120 см. Хвоя шиловидная, отчётливо серебристая Зоны морозостойкости: 6—9[9][14][15].
- 'Variegata'.